# Yvette Cauchois

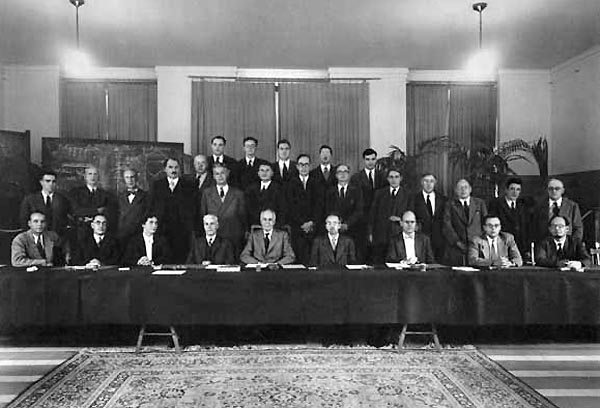
Neunte Solvay-Konferenz für Physik in Brüssel 1951 zum Thema Festkörper. Von links nach rechts sitzend: Crussaro, Norman Percy Allen, Yvette Cauchois, Borelius, William Lawrence Bragg, Christian Møller, Sietz, John Herbert Hollomon, Frank; zweite Reihe: Gerhart Wolfgang Rathenau, Koster, Erik Rudberg,L. Flamache, O. Goche, L. Groven, Egon Orowan, Wilhelm Gerard Burgers, William Bradford Shockley, André Guinier, C. S. Smith, Ulrich Dehlinger, Laval, Émile Henriot; dritte Reihe: Gaspart, Lomer, Alan Cottrell, Georges Homes, Hubert Curien

Yvette Cauchois (Aussprache: [ivɛt koʃwa] ⓘ; * 19. Dezember 1908 in Paris; † 19. November 1999 ebenda) war eine französische Physikerin auf dem Gebiet der Physikalische Chemie, die wegen ihrer Beiträge zur Röntgenspektroskopie und Röntgenoptik bekannt ist und als Pionierin der europäischen Synchrotronforschung gilt.

## Bildung
Cauchois, die 1908 in Paris geboren wurde, interessierte sich bereits seit ihrer Kindheit für Wissenschaft. Nach ihrer Schulzeit in Paris absolvierte sie dort das Studium der Physik an der Sorbonne, das sie 1928 mit dem Bachelor abschloss. Im Anschluss daran studierte sie als Stipendiatin des Nationalfonds für Wissenschaft an der Sorbonne im Labor für Physikalische Chemie, dessen Direktor Jean Perrin war. 1933 wurde sie mit ihrer Schrift „Extension de la spectrographie des rayons X: Spectrographe à focalisation par cristal courbé spectres d'émission x des gaz“ (deutsch Erweiterung der Röntgenspektrographie X: Fokussierungsspektrographie mit gekrümmten Kristallen; Röntgenemissionsspektren von Gasen) zum Doktor Ph.D. promoviert.

## Akademische Karriere
Nach Abschluss ihres Promotionsstudiums wurde sie wissenschaftliche Mitarbeiterin im Labor von Jean Perrin am Centre national de la recherche scientifique (CNRS) (deutsch Nationales Zentrum für wissenschaftliche Forschung), wo sie 1937 zur wissenschaftlichen Forschungsassistentin ernannt wurde. Im selben Jahr war sie an der Gründung des Palais de la découverte beteiligt. Im Januar 1938 wurde sie zur Leiterin des Labors für Physikalische Chemie an der Fakultät für Naturwissenschaften an der Universität von Paris ernannt. Nachdem der Zweite Weltkrieg ausgebrochen war und Jean Perrin in die Vereinigten Staaten fliehen musste, hielt sie die Forschungsarbeiten im Labor aufrecht, indem sie die Funktion der Studienleiterin wahrnahm. Im Jahr 1945, als die Befreiung von Paris zur Entlassung von Louis Dunoyer de Segonzac, der seit 1941 Perrins Lehrstuhl innehatte, führte, wurde sie zur Außerordentlichen Professorin an der Sorbonne ernannt, wo sie 1954 die Nachfolge des bisherigen Laborleiters Edmond Bauer antrat.
Als die Zahl der Forscher die verfügbaren Plätze im Labor überstieg, gründete sie im Jahr 1960 das „Centre de Chimie Physique“ (deutsch Zentrum für Physikalische Chemie) im südwestlich von Paris gelegenen Orsay. Sie leitete diese Organisation zehn Jahre lang, während sie gleichzeitig ihre Arbeit an der Sorbonne fortsetzte. Nach der Teilung der Sorbonne wechselte sie 1971 an die Universität Pierre und Marie Curie (UPMC). Von 1975 bis 1978 war sie Vorsitzende der französischen „Gesellschaft für physikalische Chemie“, womit sie nach Marie Curie die zweite Frau in dieser Position war. Von 1978 bis zu ihrer Pensionierung 1983 war sie Professorin Emerita an der Universität Pierre und Marie Curie. Noch 1992 war sie im Alter von 83 Jahren in der Laborforschung aktiv. Im Laufe ihres Lebens verfasste sie mehr als 200 Publikationen, die im wissenschaftlichen Diskurs auch heute noch zitiert werden.

### Forschung an Röntgenstrahlen und Kristallen
Zu Beginn der 1930er-Jahre erstellte sie die Grundlagen für ein neues Röntgenspektrometer, das sowohl einfach zu bedienen war als auch eine hohe Auflösung besaß und die Bragg-Bedingung erfüllte. Das neue Spektrometer wurde nach ihr benannt und ab 1934 zur Beobachtung von Gasemissionen und Multipletts eingesetzt.
Die neue Technik wurde weltweit für die Analyse von Röntgen- und Gammastrahlen eingesetzt und löste eine Welle neuer wissenschaftlicher Arbeiten in der Strahlungsforschung aus.
Cauchois leistete auch Pionierarbeit bei der Entwicklung der Röntgenbildgebung und beobachtete, dass Röntgenstrahlung mit Hilfe eines gebogenen Kristalls für den Einsatz in Monochromatoren und bei der Röntgenstreuung fokussiert werden konnte. Cauchois' Arbeit in der Röntgenmikroskopie war der erste Schritt zur Bestimmung von Photoabsorptionsspektren. Sie nutzte die von Kristallen reflektierte Strahlung, um damit die elektronische Struktur von Materialien zu erforschen.
Sie untersuchte auch systematisch die Röntgenspektren von schweren Elementen und Actiniden. Im Jahr 1936 behaupteten Cauchois und Horia Hulubei (1896–1972), das Element Astat mit der Ordnungszahl 85 durch Röntgenanalyse entdeckt zu haben, worauf sie weitere Forschungen durchführten und die Ergebnisse ihrer Folgestudien im Jahr 1939 publizierten. Gemeinsam mit Frederick K. McTaggart (1917–2004) bestimmte sie im Jahr 1948 die differenzielle Absorption von Röntgenstrahlen durch Zirconium und Hafnium. Mit Sonia Cotelle (1896–1945) und Hulubei wies sie das Vorhandensein von Polonium und Neptunium nach und leistete später noch Pionierarbeit bei der Untersuchung von Röntgenspektren transuranischer Elemente.
Ihre Faszination für die Astrophysik brachte sie dazu, sich mit extraterrestrische Röntgenstrahlung zu beschäftigen, insbesondere erforschte sie das solare Röntgenspektrum mit Hilfe von Raketenexperimenten. 1970 fertigte sie Röntgenbilder der Sonne an.

### Synchrotron- und Solarforschung
Ab 1962 initiierte sie in Zusammenarbeit mit dem italienischen „Istituto Superiore di Sanità“ (ISS) (deutsch Nationales (Forschungs-)Institut für Gesundheit) an den Laboratori Nazionali di Frascati (LNF) (deutsch Nationales Institut für Kernphysik) ein Forschungsprogramm zur Erkundung der Möglichkeiten, die sich aus der Synchrotronforschung ergeben könnten. Sie war die erste Person in Europa, die das Potenzial der von der in einem Synchrotron (Ringbeschleuniger) rotierenden Elektronen ausgesandten Strahlung als Quelle für das Verständnis der Eigenschaften der Materie erkannte. In den frühen 1970er-Jahren führte sie ihre Experimente – wiederum im Orsay – am Synchrotron LURE („Laboratoire pour l'utilisation des radiations électromagnétiques“ (deutsch Labor für die Verwendung von elektromagnetischer Strahlung)) durch.

## Privatleben und Tod
Privat engagierte sie sich im Besonderen für die Unterstützung junger und benachteiligter Menschen. Sie liebte die Poesie und Musik und war eine begabte Flügelspielerin. Nachdem sie einen Priester des Klosters Bârsana getroffen und mit ihm über religiöse Themen diskutiert hatte, entschied sie sich für einen Beitritt zur orthodoxen Religion. Hierzu reiste sie 1999 im Alter von 90 Jahren nach Maramureș in Rumänien und ließ sich dort taufen. Während dieser Reise erkrankte sie an einer Bronchitis und starb wenige Tage später, nachdem sie nach Paris zurückgekehrt war. Ihre letzte Ruhestätte fand sie im Kloster Bârsana, dem sie ihr Vermögen vermacht hatte.

## Publikationen (Auswahl)
- Constantes sélectionnées, longueurs d'onde des émissions X et des discontinuités d'absorption X, mit Horia Hulubei, Paris, Hermann, 1947. OCLC 2173809
- Les spectres de rayons X et la structure électronique de la matière, Paris, Centre national de la recherche scientifique, 1948. OCLC 2319831
- Atomes spectres, matiere, Paris: A. Michel, 1952. OCLC 300039335
- Action des rayonnements de grande énergie sur les solides, Paris: Gauthier-Villars, 1956. OCLC 246253737
- Emploi de silicates naturels à grand paramètre pour les spectrographes et monochromateurs à rayons X mous, mit Christiane Bonnelle und Jean Orcel, Bulletin de Minéralogie, 1962.[12]
- Introduction à Pemploi de rayonnements en chimie physique, mit Yvonne Heno, Paris, Gauthier-Villars, 1964. OCLC 1513479
- Wavelengths of x-ray emission lines and absorption edges, mit Christiane Sénemaud, Oxford [England]; New York: Pergamon Press, 1978. OCLC 4135055
- Advances in X-ray spectroscopy: contributions in honour of Professor Y. Cauchois, mit Christiane Bonnelle und Chintamani Mande, Oxford; New York: Pergamon Press, 1982. OCLC 8588768

## Auszeichnungen
- 1933: Ancel-Preis der Société Chimique de France
- 1935: Henri-Becquerel-Preis von der französischen Akademie der Wissenschaften in Paris
- 1936: Gizbal-Baral-Preis (10,000 Francs) von der französischen Akademie der Wissenschaften in Paris
- 1938: Henry-de-Jouvenel-Preis für selbstlose wissenschaftliche Tätigkeit (10,000 Francs) vom französischen Ministerium für nationale Bildung
- 1942: Jerome-Ponti-Preis von der französischen Akademie der Wissenschaften in Paris
- 1946: Triossi-Preis von der französischen Akademie der Wissenschaften in Paris
- 1974: Medaille der Tschechoslowakischen Gesellschaft für Spektroskopie
- 1987: Goldmedaille der Universität von Paris

## Ehrungen
- Kommandeur Ordre des Palmes Académiques
- Offizier der Ehrenlegion
- Offizier Ordre national du Mérite
- 1974: Fellow der Optical Society
- 1993: Doktor honoris causa der Universität Bukarest[6]
- Namensgeberin einer Straße des neuen Universitätsviertels von Moulon in Gif-sur-Yvette[13] und einer Straße in Tomblaine im Département Meurthe-et-Moselle[14]